# Championnats du monde de cyclisme urbain 2021
Navigation
2019 2022
Les championnats du monde de cyclisme urbain 2021 sont la 4e édition de ces championnats, organisés par l'Union cycliste internationale (UCI) et rassemblant deux disciplines : le BMX Freestyle Park et le BMX Freestyle Flatland. Ils ont lieu à Montpellier, en France, du 4 au 8 juin 2021.
Contrairement à l'édition précédente, le trial, ne figure pas au programme des mondiaux.

## Podiums

### BMX freestyle Park
| Épreuves | Or             | Argent          | Bronze                |
| -------- | -------------- | --------------- | --------------------- |
| Hommes   | Logan Martin   | Daniel Sandoval | Marin Ranteš          |
| Femmes   | Hannah Roberts | Nikita Ducarroz | Charlotte Worthington |

### BMX freestyle Flatland
| Épreuves | Or               | Argent      | Bronze            |
| -------- | ---------------- | ----------- | ----------------- |
| Hommes   | Matthias Dandois | Moto Sasaki | Alexandre Jumelin |
| Femmes   | Irina Sadovnik   | Julia Preuß | Céline Vaes       |

## Tableau des médailles
- Nation organisatrice

| Rang  | Nation          | Or | Argent | Bronze | Total |
| ----- | --------------- | -- | ------ | ------ | ----- |
| 1     | États-Unis      | 1  | 1      | 0      | 2     |
| 2     | France          | 1  | 0      | 2      | 3     |
| 3     | Australie       | 1  | 0      | 0      | 1     |
| 3     | Autriche        | 1  | 0      | 0      | 1     |
| 5     | Allemagne       | 0  | 1      | 0      | 1     |
| 5     | Japon           | 0  | 1      | 0      | 1     |
| 5     | Suisse          | 0  | 1      | 0      | 1     |
| 8     | Croatie         | 0  | 0      | 1      | 1     |
| 8     | Grande-Bretagne | 0  | 0      | 1      | 1     |
| Total | Total           | 4  | 4      | 4      | 12    |